# Генган (кантон)
Генга́н (фр. Guingamp) — кантон во Франции, находится в регионе Бретань, департамент Кот-д’Армор. Входит в состав округа Генган.

## История
До 2015 года в состав кантона входили коммуны:
| Коммуна     | Население, чел. (1999) | Почтовый индекс | Код INSEE |
| ----------- | ---------------------- | --------------- | --------- |
| Генган      | 8 008                  | 22200           | 22070     |
| Грас        | 2 424                  | 22200           | 22067     |
| Коаду       | 497                    | 22970           | 22040     |
| Мустерю     | 594                    | 22200           | 22156     |
| Пабю        | 2 675                  | 22200           | 22161     |
| Плуизи      | 1 756                  | 22200           | 22223     |
| Плумагоар   | 4 399                  | 22970           | 22225     |
| Сент-Агатон | 1 783                  | 22200           | 22272     |

В результате реформы 2015 года состав кантона был изменен.
До 31 декабря 2016 года коммуны Ле-Мерзер и Помрит-ле-Виконт входили в округ Сен-Бриё; с 1 января 2017 года все коммуны кантона входят в округ Генган.

## Состав кантона с 22 марта 2015 года
В состав кантона входят коммуны (население по данным Национального института статистики Архивная копия от 17 января 2022 на Wayback Machine за 2019 г.):
- Генган (7 069 чел.)
- Грас (2 545 чел.)
- Гудлен (1 729 чел.)
- Ле-Мерзер (947 чел.)
- Пабю (2 748 чел.)
- Плуизи (1 989 чел.)
- Плумагоар (5 409 чел.)
- Помрит-ле-Виконт (1 807 чел.)
- Сент-Агатон (2 289 чел.)

## Население
| 1962   | 1968   | 1975   | 1982   | 1990   | 1999   | 2006   | 2012   | 2016   |
| ------ | ------ | ------ | ------ | ------ | ------ | ------ | ------ | ------ |
| 17 722 | 18 752 | 20 778 | 22 173 | 22 000 | 22 136 | 22 760 | 23 160 | 26 309 |

## Политика
На президентских выборах 2022 г. жители кантона отдали в 1-м туре Эмманюэлю Макрону 29,8 % голосов против 22,2 % у Марин Ле Пен и 21,5 % у Жана-Люка Меланшона; во 2-м туре в кантоне победил Макрон, получивший 62,7 % голосов. (2017 год. 1 тур: Эмманюэль Макрон – 30,7 %, Жан-Люк Меланшон – 21,0 %, Марин Ле Пен – 15,5 %, Франсуа Фийон – 15,0 %; 2 тур: Макрон – 70,7 %. 2012 год. 1 тур: Франсуа Олланд — 37,0 %, Николя Саркози — 19,7 %, Жан-Люк Меланшон — 13,6 %; 2 тур: Олланд — 65,5 %).
С 2021 года кантон в Совете департамента Кот-д’Армор представляют член совета коммуны Пабю Гийом Луи (Guillaume Louis) (Социалистическая партия) и мэр коммуны Сент-Агатон Анн-Мари Паскье (Anne-Marie Pasquiet) (Разные левые).
|                | Кандидаты                           | Партия                   | Первый тур | Первый тур     | Второй тур | Второй тур |
| Кол-во голосов | Кандидаты                           | Партия                   | % голосов  | Кол-во голосов | % голосов  |            |
| -------------- | ----------------------------------- | ------------------------ | ---------- | -------------- | ---------- | ---------- |
|                | Гиойм Луи Анн-Мари Паскье           | Левый блок               | 2 131      | 32,80          | 3 630      | 57,44      |
|                | Тьерри Бюэ Гильда Гиоймен           | Вперёд, Республика!      | 1 405      | 21,63          | 2 690      | 42,56      |
|                | Янник Ле Гоф Мари-Франсуаза Ле Фоль | Разные левые             | 1 012      | 15,58          |            |            |
|                | Жиль Ланде Сандрин Мадек            | Национальное объединение | 878        | 13,52          |            |            |
|                | Гаэль Роблен Мевен Саломон          | Регионалисты             | 544        | 8,37           |            |            |
|                | Валери Гарсия Доминик Морен         | Разные правые            | 526        | 8,10           |            |            |

|                | Кандидаты                           | Партия                  | Первый тур | Первый тур     | Второй тур | Второй тур |
| Кол-во голосов | Кандидаты                           | Партия                  | % голосов  | Кол-во голосов | % голосов  |            |
| -------------- | ----------------------------------- | ----------------------- | ---------- | -------------- | ---------- | ---------- |
|                | Янник Керлого Лоранс Корзон         | Разные правые           | 4 098      | 43,27          | 5 708      | 63,35      |
|                | Пьер-Ив Конан Франсетт Ле Гарф-Трюо | Социалистическая партия | 2 156      | 22,77          | 3 302      | 36,65      |
|                | Клер Биан Даниэль Фернанд           | Национальный фронт      | 1 760      | 18,59          |            |            |
|                | Сирил Бисон Софи Перенн             | Разные левые            | 892        | 9,42           |            |            |
|                | Мона Бра Серж Жаан                  | Прочие                  | 475        | 5,02           |            |            |
|                | Тьерри Ришар Александра Семе        | Прочие                  | 89         | 0,94           |            |            |